# Französische Badmintonmeisterschaft 2010
Die Französische Badmintonmeisterschaft 2010 fand in Caen statt. Es war die 61. Austragung der nationalen Titelkämpfe im Badminton in Frankreich.

## Titelträger
| Disziplin    | Sieger                               |
| ------------ | ------------------------------------ |
| Herreneinzel | Brice Leverdez                       |
| Dameneinzel  | Pi Hongyan                           |
| Herrendoppel | Svetoslav Stoyanov Erwin Kehlhoffner |
| Damendoppel  | Laura Choinet Weny Rahmawati         |
| Mixed        | Baptiste Carême Laura Choinet        |